# Corrado di Plötzkau
Corrado, detto il fiore sassone, (Monza, ... – 1132) fu margravio della marca del Nord e conte di Plötzkau.

## Biografia
Era figlio di Helperich, margravio della marca del Nord, e di Adele, figlia di Cuno di Northeim e di Cunigonda di Weimar-Orlamünde. Corrado, detto "il fiore sassone", nacque a Monza, in Italia. 
Corrado divenne margravio della marca del Nord alla morte di Udo IV, che morì senza un erede maschio. A questo punto, la posizione di margravio non equivaleva a detenere un vero potere. Tuttavia Corrado combatté con l'imperatore Lotario II nella sua campagna italiana (Italienkriegszug) del 1132 e, il 25 dicembre 1132, fu colpito da una freccia in una battaglia con i Normanni. Morì diversi giorni dopo e fu sepolto nel monastero di Hecklingen. 
A Corrado successe l'erede tradizionale del margraviato, Rodolfo II, figlio di Rodolfo I. 